# Бурлаки на Волге (фильм, 1959)
«Бурлаки на Волге» (итал. I battellieri del Volga) — итало-немецкий приключенческий фильм 1958 года режиссёра Виктора Туржанского.

## Сюжет
1890 год, в Саратове пышно празднуется свадьба ротмистра Алексея Орлова и красавицы Ирины. Но Ирина признаётся своему мужу, что генерал Горев, муж её сестры Ольги и начальник Орлова, три месяца назад, напоив шампанским, соблазнил её. На следующий день Орлов в гневе прилюдно нападает на Горева. За нападение на вышестоящего начальника его лишают всех наград, разжаловывают в рядовые и отправляют в штрафной батальон. Ирина организует побег мужа, и во время погони казаки смертельно ранят девушку. Алексею удаётся бежать на Волгу, где он примыкает к добродушным волжским бурлакам во главе с «Профессором». С новыми друзьями и дочерью трактирщика Осипа красавицей Машей бывший офицер, пройдя через множество приключений, отомстит обидчику, а с помощью Ольги Горевой добьётся реабилитации военным министром.

## Съёмки
Фильм снят в окрестностях Гроцка в Югославии.

## В ролях
- Джон Дерек — ротмистр Алексей Орлов
- Эльза Мартинелли — Маша
- Шарль Ванель — генерал Горев
- Доун Аддамс — Ирина-Татьяна
- Нерио Бернарди — Елагин
- Нино Маркетти — Михайлов, генерал
- Артуро Брагалья — князь
- Ингмар Цейсберг (англ.) — Ольга, жена генерала Горева
- Рик Батталья (англ.) — лейтенант Лисенко
- Вольфганг Прайс — Осип Семёнович, трактирщик
- Жак Кастело — Яковлев, хозяин лодок
- Герт Фрёбе — бурлак по прозвищу «Профессор»
- Фёдор Шаляпин-младший — Фомич, бурлак
- Ница Константин — Гриша, товарищ «Профессора»

## Критика
В живописном стиле старинных приключенческих романов рассказывается о тернистом пути одного смелого царского офицера […]. Захватывающий фильм.
Оригинальный текст (нем.)Im malerischen Stil altmodischer Abenteuerromane wird der Leidensweg eines aufrechten Zarenoffiziers erzählt […]. Abwechslungsreiche Kintoppunterhaltung
— Лексикон международного кино (нем.)

Трогательный приключенческий фильм, события которого происходят во времена царской России.
Оригинальный текст (нем.)Ein berührender Abenteuerfilm, der in der Zeit des zaristischen Russlands spielt.
— сайт о кино «Cinema.de»